# Montricher
Montricher är en ort och kommun i distriktet Morges i kantonen Vaud, Schweiz. Kommunen har 961 invånare (2023).